# Buchołowo (przystanek kolejowy)
Buchołowo (ros. Бухолово) – przystanek kolejowy w miejscowości Buchołowo, w rejonie szachowskim, w obwodzie moskiewskim, w Rosji. Położony jest na linii Moskwa – Siebież.